# Espasa d'Ignasi de Loiola
L'espasa d'Ignasi de Loiola és una espasa que Ignasi de Loiola va deixar davant la imatge de la Mare de Déu de Montserrat juntament amb una daga el 25 de març de 1522. És acceptat per diversos historiadors que aquesta mateixa espasa va passar de Montserrat a l'Església de Betlem de Barcelona i que és la que des del 1907 es troba a l'altar de sant Ignasi de l'Església del Sagrat Cor de Barcelona. D'aquesta espasa n'hi ha còpies a Montserrat, Loiola i Roma.
Ignasi de Loiola va arribar a Montserrat el 24 de març de 1522 i va vetllar una nit les seves armes, que eren una espasa i una daga, seguint les normes cavalleresques, i les va col·locar a la imatge de la Mare de Déu. Després va regalar els seus vestits a uns captaires i va marxar cap a Manresa amb un sac i descalç. Aquest moment va marcar un abans i un després en la vida d'Ignasi de Loiola, que va deixar de ser guerrer i es va dedicar a la pregària amb una vida austera.
L'espasa, de moment, va romandre a Montserrat. Joana de Velasco va testificar el 1606 que l'havia vist a l'antiga capella de la Mare de Déu l'11 de juliol de 1599. L'espasa es va desar a l'armari de la sagristia el 1595, en començar el procés de canonització d'Ignasi de Loiola i augmentar-ne la popularitat. Al seu lloc, al costat del pilar on Ignasi de Loiola havia passat la nit pregant, el 1603 l'abat Lorenzo Nieto hi va fer instal·lar una làpida commemorativa amb una inscripció en llatí.
L'empunyadura de plata de l'espasa va desaparèixer durant la guerra civil del 1640, i aquest fet, lògicament, li va canviar la fesomia. La següent notícia sobre l'espasa és del jesuïta belga Ignasi Cant, que va a Barcelona buscant records ignasians i visita l'espasa a l'església de Betlem de Barcelona el 1674. Probablement, el 1672, durant la canonització de Francesc de Borja, benedictins i jesuïtes s'havien intercanviat la relíquia del crani de Gertrudis la Magna per l'espasa.
L'espasa va romandre a l'Església de Betlem després que Carles III expulsés els jesuïtes d'Espanya el 1767. Va ser el 1907 quan el rector del temple en aquell moment, d'acord amb l'arquebisbat de Barcelona, lliura l'espasa a la Companyia de Jesús, que la instal·la al seu emplaçament actual.
Macari Golferichs va fer un examen arqueològic de l'objecte i va afirmar que tots els elements analitzats de l'espasa la situaven en el temps, tant el llaç tipus italià amb forma de T per indicar que provenia de Toledo, com el nom de l'espaser que apareix a la fulla o les inicials d'Yñigo Yañez, el nom corrent d'Ignasi de Loiola.
Entre les monografies especialitzades sobre l'espasa destaquen les de Joan Creixell, Macari Golferichs i Josep Maria March.